# Sawlu
Sawlu est le deuxième souverain du Royaume de Pagan, fils du roi conquérant Anawrahta. Il régna de 1077 à 1084.
Si l'on en croit la Chronique du Palais de cristal, Anawrahta nomma pour Sawlu un précepteur arabe, Nga Yaman Kan, qui était son ami, et même son frère de lait, car la mère de Nga Yaman Kan avait été la nourrice de Sawlu. Une fois monté sur le trône, Sawlu nomma Nga Yaman Kan gouverneur de Pégou (aujourd'hui Bago). 
Il arriva qu'un jour que Nga Yaman Kan avait gagné aux dés, Sawlu en prit ombrage et le mit au défi de se rebeller contre lui, avec sa province. Nga Yaman Kan accepta le défi, rentra à Pégou et marcha sur Pagan avec son armée, ses cavaliers et ses éléphants. Ils campèrent sur une île de l'Irrawaddy, Pyi Daw Thar. Intelligent et bon tacticien, Nga Yaman Kan connaissait bien la morphologie de la région et sut l'utiliser à son avantage : Il réussit à piéger Sawlu, son frère Kyanzittha et l'armée de Pagan dans des marécages. L'armée prit la fuite et Sawlu fut capturé peu après.
Kyanzittha tenta de venir à son secours, mais Sawlu refusa d'être aidé : Il supposait que Kyanzittha le tuerait pour s'emparer du trône, mais que son ami Nga Yaman Kan l'épargnerait. Au contraire, celui-ci le fit exécuter pour prévenir toute nouvelle tentative de secours. Nga Yaman Kan lui-même fut tué par surprise par une flèche du chasseur Nga Sin. Par la suite, Kyanzittha devint le troisième roi de Pagan (1084-1113).
Selon les auteurs modernes, Sawlu fut surtout victime de son incompétence et d'une révolte des Môns du sud du royaume. Son fils Sawyun épousa la fille de Kyanzittha et donna naissance à Alaungsithu (1112-1167), qui fut le quatrième roi de Pagan.